# Концерт для фортепиано с оркестром (Массне)
Концерт для фортепиано с оркестром ми-бемоль мажор — сочинение Жюля Массне, одно из немногих концертных произведений композитора, известного преимущественно своими операми и, в меньшей степени, балетами. Написано в 1902 году на основе, как полагают специалисты, набросков середины 1860-х гг., относящихся к периоду пребывания Массне в Риме после получения им Римской премии. Впервые исполнено 1 февраля 1903 года в Парижской консерватории, солировал Луи Дьемер, которому произведение посвящено. В том же году была опубликована партитура.
Концерт состоит из трёх частей:
1. Andante moderato — Allegro non troppo
2. Largo
3. Airs slovaques:Allegro — Allegro maesto — Allegro molto animato

Средняя продолжительность исполнения — 30-31 мин.
По мнению новейшей музыкальной критики, сольная партия в первой части напоминает партию прима-балерины в парижских балетах, а во второй — характерные теноровые арии в операх Массне; в финале, имеющем подзаголовок «Словацкие мотивы», отмечается влияние Ференца Листа, покровительствовавшего юному Массне в римский период его жизни. В целом, по мнению современного обозревателя, концерт Массне воспринимается как шестой фортепианный концерт, написанный Камилем Сен-Сансом.
Среди основных записей концерта — Стивен Кумс с Шотландским симфоническим оркестром BBC, Альдо Чикколини с оркестром Оперы Монте-Карло, Мэрилин Досс с Вестфальским симфоническим оркестром, Идиль Бирет с Билькентским симфоническим оркестром.